# Cairo International Airport
Cairo International Airport. (IATA: CAI, ICAO: HECA)  (Arabisk: مطار القاهرة الدولي), er en lufthavn beliggende i udkanten af Egyptens hovedstad Cairo. Lufthavnen er placeret 15 km nø fra centrum og har årligt 16.148.480 mio. passagerer (2010).
Den har tre parallelle landingsbaner, orienteret ca. nordøst-sydvest.
- 05L/23R - 3.301m x 60m - asfalt
- 05C/23C - 3.999m x 60m - asfalt
- 05R/23L - 4.000m x 60m - asfalt

Det er Afrikas næststørste forretnings-lufthavn efter Johannesburg International Airport.